# الغزو المغولي لأوروبا
الغزو المغولي لأوروبا في القرن الثالث عشر هو غزو الإمبراطورية المغولية لأوروبا عن طريق تدمير الإمارات السلافية الشرقية، مثل كييف وفلاديمير. وقعت الغزوات المغولية أيضًا في وسط أوروبا مما أدى إلى اندلاع الحرب بين بولندا المجزأة، مثل معركة ليجنيكا (9 أبريل 1241م) ومعركة موهي (11 أبريل 1241م) في مملكة المجر.
خطط الجنرال سوبوتاي (1175-1248م) للعمليات وقادها باتو خان (حوالي 1207-1255م) و كادان (توفي حوالي 1261م). كان كلا الرجلين حفيدا لجنكيز خان وضمت غزواتهم الكثير من الأراضي الأوروبية إلى إمبراطورية القبيلة الذهبي المغولية. أدرك الأمراء الأوروبيون المتحاربون أنهم مضطرون إلى التعاون في مواجهة الغزو المغولي، لذلك تم تعليق الحروب والنزاعات المحلية في أجزاء من وسط أوروبا، لاستئنافها بعد انسحاب المغول.

## غزوات وفتح أراضي الروس

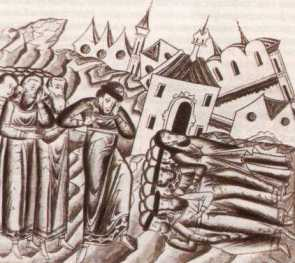
عودة ياروسلاف الثاني من فلاديمير إلى مدينة فلاديمير بعد تدمير المغول. من السجلات الروسية في العصور الوسطى.

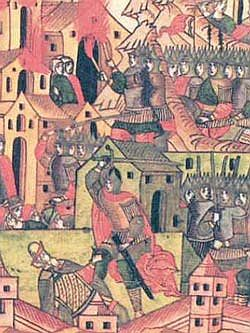
الجيش المغولي يستولي على مدينة روسية.

أصدرأوقطاي خان أمراً لباتو خان بغزو أراضي الروس عام 1235م. كانت القوة الرئيسية برئاسة أبناء جوجي خان وأبناء عمومتهم، مونكو خان وغويوك خان، ووصلت مدينة ريازان الروسية في ديسمبر 1237م. رفضت ريازان الاستسلام، فسلبها المغول ثم اقتحموا مدينة سوزدال الروسية. هُزمت جيوش كثيرة للروس في المعارك. قُتل الأمير المُعظم (أي الحاكم الروسي الأعلى) يوري فسيفولودوفيتش الثاني على نهر سيت (4 مارس 1238م)، وتم الاستيلاء على المدن الكبرى مثل فلاديمير وتورجوك وكوزيلسك.
بعد ذلك، حول المغول انتباههم إلى السهوب، وسحقوا القفجاق والألان وسلبوا شبه جزيرة القرم. ظهر في كييف الروسية عام 1239م باتو خان مؤسس القبيلة الذهبية وحفيد جنكيز خان وأبوه هو جوجي خان، وسلب مدينة بيرياسلاف وتشيرنيغوف. فر معظم أمراء الروس عندما أصبحت المقاومة واضحة بأنها غير مجدية. سلب المغول كييف في 6 ديسمبر 1240م، واحتلت غاليتش وفولوديمير فولينسكي. أرسل باتو مفرزة صغيرة لاستكشاف البولنديين قبل الانتقال إلى أوروبا الوسطى. هُزم طابور عسكري مغولي واحد من قبل البولنديين بينما هزم الطابورُ الثاني الجيشَ البولندي وعاد.
كان المغول قد حصلوا على البارود الصيني الذي استخدموه في معاركة غزو أوروبا بنجاح كبير.

## غزو وسط أوروبا
تم تخطيط وتنفيذ الهجوم على أوروبا من قبل سوبوتاي الذي حقق ربما أشهر شهرة له مع انتصاراته هناك. بعد أن دمر مختلف الإمارات الروسية، أرسل جواسيس إلى بولندا والمجر، وحتى إلى شرق النمسا، استعدادًا لهجوم على قلب أوروبا. وبعد أن توفر لديه صورة واضحة عن الممالك الأوروبية، أعد هجومًا اسمياً قام به باتو خان واثنان من الأمراء المرتبطين بالعائلة. كان باتو خان نجل يوتشي هو القائد العام، لكن سوبوتاي كان القائد الإستراتيجي والقائد الميداني، وعلى هذا النحو كان حاضراً في الحملات الشمالية والجنوبية ضد إمارات الروس. كما قاد الطابور العسكري المركزي الذي تحرك ضد المجر. في حين انتصرت قوة كادان الشمالية في معركة لغنيتسا وانتصر جيش جويك في ترانسيلفانيا، كان سوبوتاي ينتظرهم في السهل الهنغاري. ثم انسحب الجيش الذي تم لم شمله حديثًا إلى نهر ساجو حيث ألحق هزيمة حاسمة بالملك بيلا الرابع ملك المجر في معركة موهي. ومرة أخرى خطط سوبوتاي للعملية وكان ذلك أحد أعظم انتصاراته.

### غزو بولندا

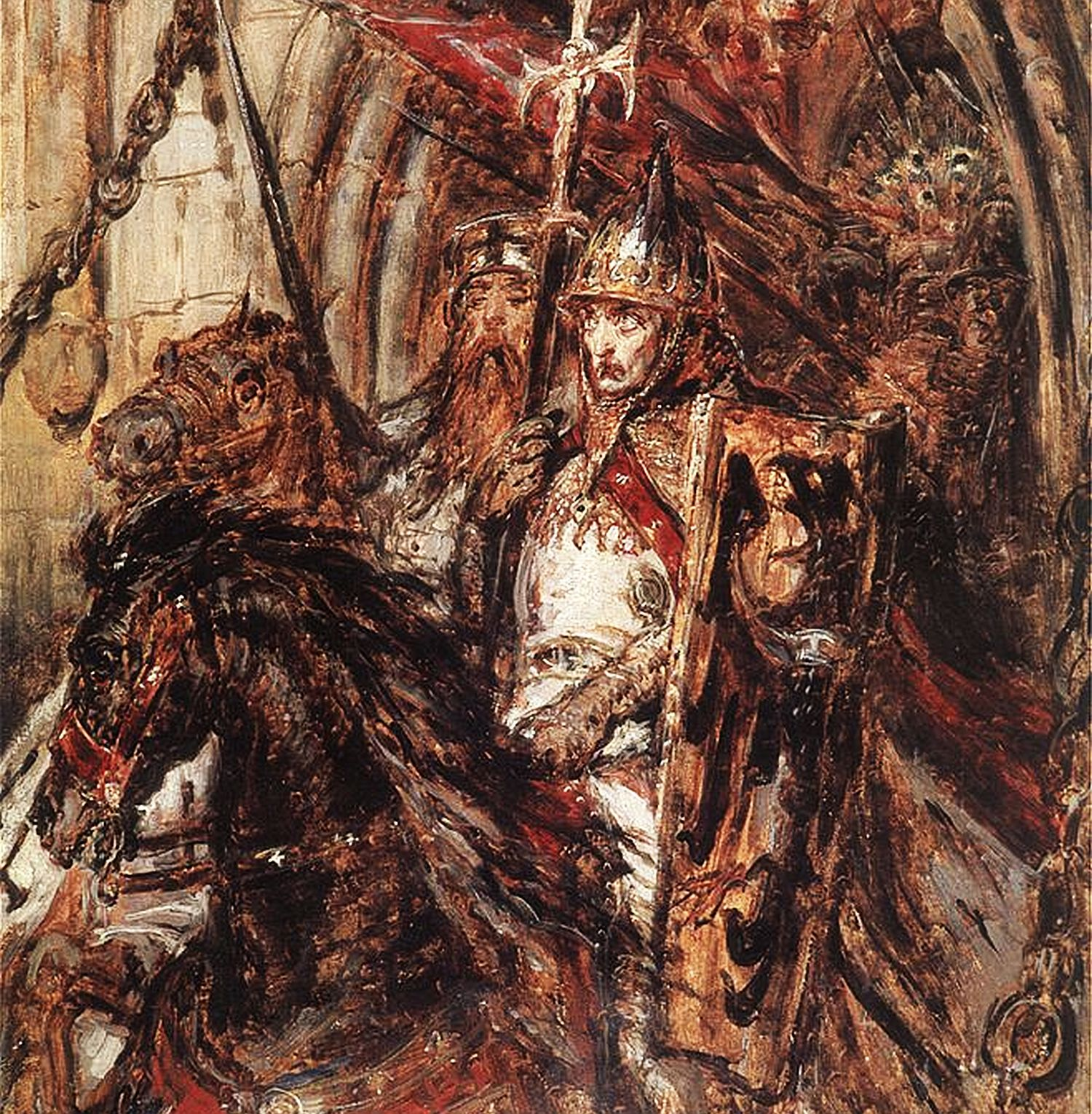
هنري الثاني التقي، الذي فقد حياته في معركة لغنيتسا ، لوحة القرن 19 من قبل جان ماتيكو
أثناء انسحابه من المجر إلى روثينيا، غزا جزء من جيش باتو خان بلغاريا. هُزمت قوة مغولية على يد الجيش البلغاري بقيادة القيصر إيفان آسين الثاني. عادت قوة أكبر لغزو بلغاريا مرة أخرى في نفس العام، على الرغم من قلة ما يُعرف عما حدث. ووفقًا للمؤرخ الفارسي رشيد الدين حمداني ، فقد نُهبت العاصمة البلغارية تارنوفو. هذا غير مرجح، لكن شائعة ذلك انتشرت على نطاق واسع، وكررها ابن العبري في فلسطين. ذُكر غزو بلغاريا في مصادر معاصرة أخرى، مثل فيليب موسكيس وتوماس من كانتيمبري وريكولدو من مونتيكروس. تشير الوثائق المعاصرة إلى أنه بحلول عام 1253، كان كاليمان الأول تابعًا يدفع الجزية للمغول، وهي مكانة ربما أُجبر على قبولها أثناء غزو عام 124 غزا المغول أوروبا الوسطى بثلاثة جيوش. هزم أحدها تحالفًا ضمّ قوات من بولندا المجزأة وحلفائها، بقيادة هنري الثاني الورع ، دوق سيليزيا، في معركة ليجنيكا. وعبر جيش ثانٍ جبال الكاربات ، وتبع جيش ثالث نهر الدانوب. أعادت الجيوش تنظيم صفوفها وسحقت المجر عام 1241، وهزمت الجيش المجري في معركة موهي في 11 أبريل 1241. وأودى الغزو المغولي المدمر بحياة نصف سكان المجر. [ 7 ] واجتاحت الجيوش سهول المجر خلال الصيف، وفي أوائل عام 1242 استعادت زخمها وشنت حملات على دالماتيا ومورافيا. إلا أن الخان الأعظم توفي في ديسمبر 1241، وعند سماعهم الخبر، عاد جميع "أمراء الدم"، على عكس توصية سوبوتاي، إلى منغوليا لانتخاب الخان الجديد. [ 8 ]
بعد نهب كييف ، [ 9 ] أرسل باتو خان مجموعة أصغر من القوات إلى بولندا، فدمر لوبلين وهزم جيشًا بولنديًا أقل شأناً. واجهت عناصر أخرى - لم تكن جزءًا من القوة المغولية الرئيسية - صعوبة بالقرب من الحدود البولندية-الهاليكية.
وصل المغول بعد ذلك إلى بولانيك على Czarna Hańcza ، حيث أقاموا معسكرًا. [ 10 ] هناك، هاجمهم Voivode مع فرسان Cracovian المتبقين، والذين كانوا قليلين العدد، لكنهم مصممون على هزيمة الغازي أو الموت. أعطت المفاجأة البولنديين ميزة أولية وتمكنوا من قتل العديد من الجنود المغول. عندما أدرك الغزاة الضعف العددي الفعلي للبولنديين، أعادوا تنظيم صفوفهم واخترقوا صفوف البولنديين وهزموهم. أثناء القتال، وجد العديد من أسرى الحرب البولنديين طرقًا للهروب والاختباء في الغابات القريبة. تأثرت الهزيمة البولندية جزئيًا بالفرسان البولنديين الناجحين في البداية الذين تشتت انتباههم بالنهب.

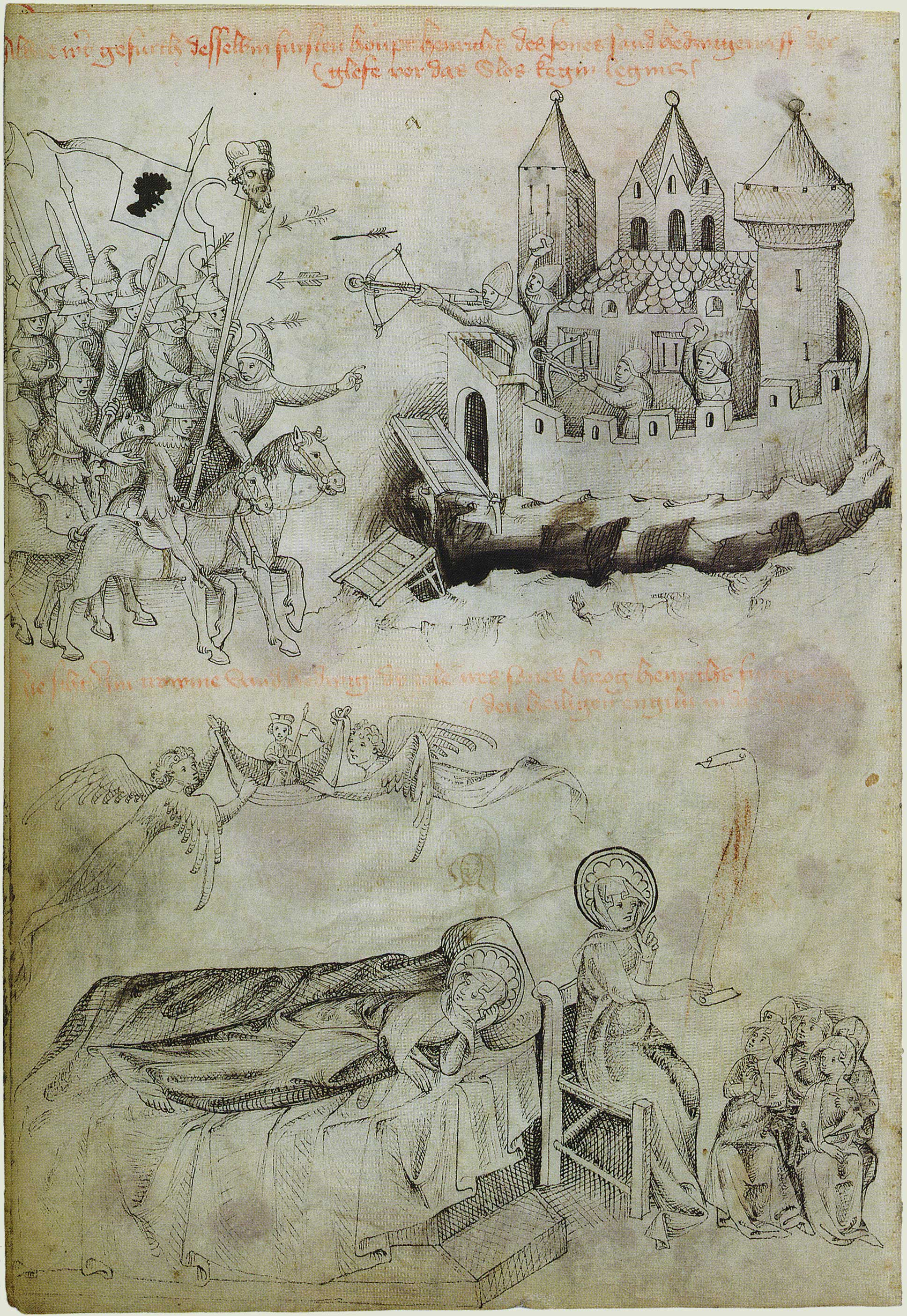
لوحة المغول في ليغنيتز يعرضون رأس الملك هنري الثاني لدوقية سيليزيا.

### غزو المجر

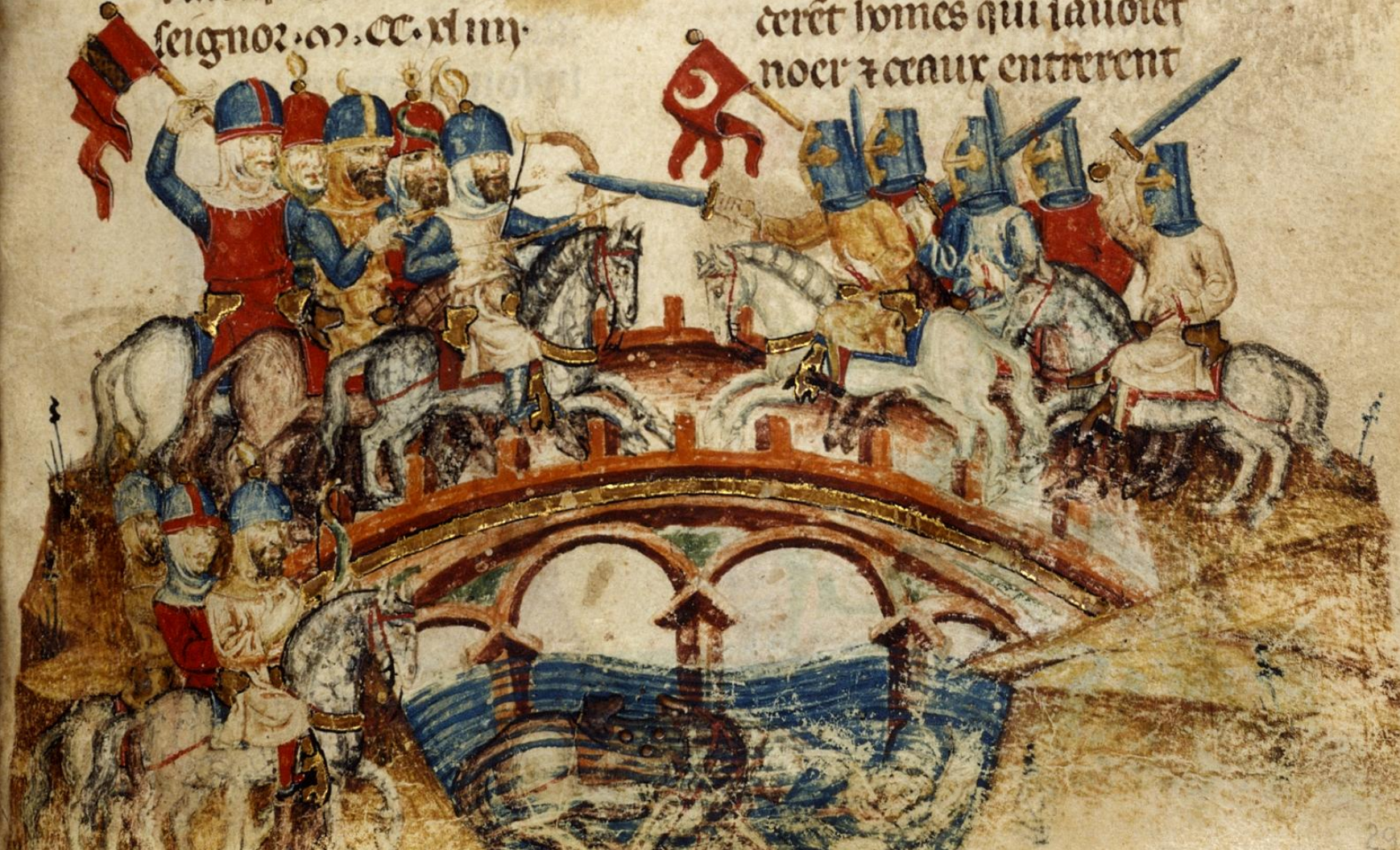
معركة موهي في تصوير من العصور الوسطى.

وبعد انتصارهم الحاسم، احتل المغول الآن بشكل منهجي السهول المجرية الكبرى ومنحدرات جبال الكاربات الشمالية وترانسيلفانيا . وحيث وجدوا مقاومة محلية، قتلوا السكان. عندما لم تُبدِ المنطقة أي مقاومة، أجبروا الرجال على العبودية في الجيش المغولي. ومع ذلك، تجنب عشرات الآلاف الهيمنة المغولية باللجوء إلى خلف أسوار الحصون القليلة الموجودة أو بالاختباء في الغابات أو المستنقعات الكبيرة على طول الأنهار. بدلاً من ترك الناس العُزّل والعاجزين ومواصلة حملتهم عبر بانونيا إلى أوروبا الغربية، أمضى المغول وقتًا في تأمين الأراضي المحتلة وإحلال السلام فيها. في عيد الميلاد عام 1241، دمّر حصار إزترغوم الباهظ الثمن عاصمة مملكة المجر ومركزها الاقتصادي ، مما أجبر العاصمة على الانتقال إلى بودا . [ 22 ]
خلال فصل الشتاء، وعلى عكس الاستراتيجية التقليدية للجيوش البدوية التي كانت تبدأ حملاتها في فصل الربيع فقط، عبروا نهر الدانوب وواصلوا احتلالهم المنهجي، بما في ذلك بانونيا . ووصلوا في النهاية إلى الحدود النمساوية وشواطئ البحر الأدرياتيكي في دالماتيا . وعين المغول داروغاشي في المجر وسكوا عملات معدنية باسم خاقان. [ 23 ] ووفقًا لمايكل براودين ، فقد تم تخصيص بلد بيلا لأوردا من قبل باتو كإقطاعية . مات ما لا يقل عن 20-40٪ من السكان، بسبب الذبح أو الوباء. وأشار روجيريوس من بوليا ، وهو راهب ومؤرخ إيطالي شهد الغزو ونجا منه، ليس فقط إلى العنصر الإبادي للاحتلال، ولكن أيضًا إلى أن المغول "وجدوا متعة" خاصة في إذلال النساء المحليات. [ 24 ] ولكن بينما زعم المغول السيطرة على المجر، لم يتمكنوا من احتلال المدن المحصنة مثل Fehérvár و Veszprém و Tihany و Győr و Pannonhalma و Moson و Sopron و Vasvár و Újhely و Zala و Léka و Pozsony و Nyitra و Komárom و Fülek و Abaújvár . وتعلمًا من هذا الدرس ، لعبت الحصون دورًا مهمًا في المجر. أعاد الملك بيلا الرابع بناء البلاد واستثمر في التحصينات. وفي مواجهة نقص الأموال، رحب باستقرار العائلات اليهودية والمستثمرين والتجار، ومنحهم حقوق المواطنة. كما رحب الملك بعشرات الآلاف من الكون (الكومان) الذين فروا من البلاد قبل الغزو. نشر المغول سهام النار الصينية ضد مدينة بودا في 25 ديسمبر 1241، والتي اجتاحوها. [ 25 ]
لقد علم الغزو المغولي المجريين درسًا بسيطًا: على الرغم من أن المغول دمروا الريف، إلا أن الحصون والمدن المحصنة نجت. ولتحسين قدراتهم الدفاعية للمستقبل، كان عليهم بناء الحصون، ليس فقط على الحدود ولكن أيضًا داخل البلاد. في حصار إزترغوم ، تمكنت الدفاعات من صد المغول على الرغم من تفوقهم العددي الساحق وامتلاكهم 30 آلة حصار استخدموها للتو لتقليص الأبراج الخشبية للمدينة. [ 26 ] [ 27 ] خلال العقود المتبقية من القرن الثالث عشر وطوال القرن الرابع عشر، تبرع الملوك بمزيد من الأراضي الملكية للأقطاب بشرط أن يبنوا الحصون ويضمنوا دفاعاتهم.

### غزو كرواتيا

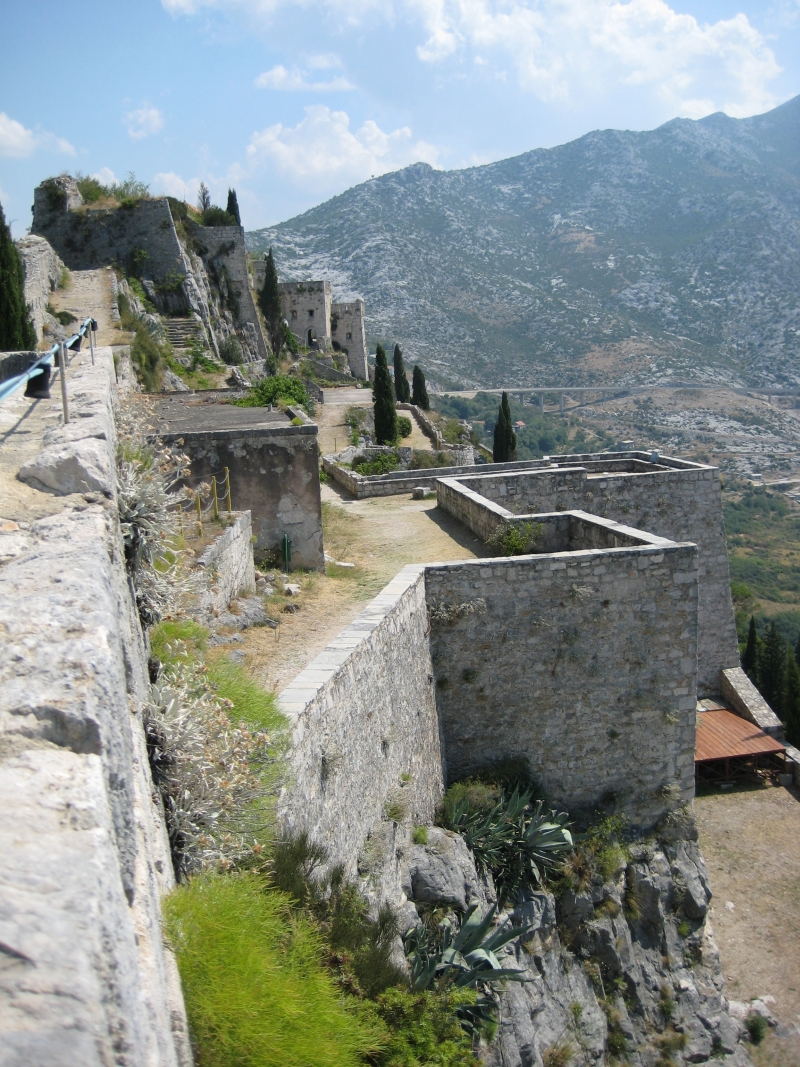
في قلعة كليس، تعرض المغول للهزيمة عام 1242م.

خلال العصور الوسطى، كانت مملكة كرواتيا في اتحاد شخصي مع مملكة المجر، وكان بيلا الرابع ملكًا. [ 28 ] [ 29 ] [ 30 ]
بعد هزيمته على ضفاف نهر ساجو عام 1241 على يد المغول، فرّ بيلا الرابع إلى زغرب الحالية في كرواتيا . أرسل باتو بضعة تومينات (حوالي 20000 رجل مسلح) بقيادة خادان لملاحقة بيلا. لم يكن الهدف الرئيسي هو الغزو ولكن القبض على ملك أرباد. لم تتمكن زغرب المحصنة بشكل سيئ من مقاومة الغزو ودُمرت وأحرق المغول كاتدرائيتها . [ 31 ] استعدادًا لغزو ثانٍ، مُنحت غراديك ميثاقًا ملكيًا أو مرسومًا ذهبيًا عام 1242 من الملك بيلا الرابع، وبعد ذلك انخرط مواطنو زغرب في بناء أسوار وأبراج دفاعية حول مستوطنتهم. [ 32 ]
استمر مطاردة المغول لبيلا الرابع من زغرب عبر بانونيا إلى دالماتيا . أثناء المطاردة، هاجم المغول بقيادة كادان (قادان) قلعة كليس في كرواتيا في مارس 1242. ونظرًا للتحصينات القوية في كليس، ترجل المغول وتسلقوا الجدران باستخدام المنحدرات القريبة. تمكن المدافعون من إلحاق عدد من الخسائر بالمغول، مما أثار غضبهم ودفعهم إلى القتال جنبًا إلى جنب في الشوارع وجمع كمية كبيرة من الغنائم من المنازل. بمجرد أن علموا أن الملك بيلا في مكان آخر، تخلوا عن الهجوم وانقسموا لمهاجمة سبليت وتروجير. [ 33 ] طارد المغول بيلا الرابع من مدينة إلى أخرى في دالماتيا، بينما ساعد النبلاء الكرواتيون والمدن الدلماسية مثل تروجير وراب بيلا الرابع على الفرار. بعد هزيمتهم على يد الجنود الكرواتيين، تراجع المغول، ومُنح بيلا الرابع مدنًا كرواتية ونبلاء. لم تساعده في هروبه من المغول سوى مدينة سبليت . يزعم بعض المؤرخين أن التضاريس الجبلية في دالماتيا الكرواتية كانت قاتلة للمغول بسبب الخسائر الفادحة التي تكبدوها جراء الكمائن الكرواتية في الممرات الجبلية. [ 32 ] على أي حال، ورغم نهب وتدمير أجزاء كبيرة من كرواتيا، إلا أن الاحتلال طويل الأمد لم ينجح.
القديسة مارغريت (27 يناير 1242 - 18 يناير 1271)، ابنة بيلا الرابعة وماريا لاسكارينا ، ولدت في قلعة كليس أثناء الغزو المغولي للمجر وكرواتيا عام 1242. [ 34 ]
ويقدر المؤرخون أن ما يصل إلى نصف سكان المجر البالغ عددهم مليوني نسمة في ذلك الوقت قُتلوا أثناء الغزو المغولي لأوروبا. [ 35 ]
خلال العصور الوسطى، كانت مملكة كرواتيا في اتحاد شخصي مع مملكة المجر، وكان بيلا الرابع ملكًا. [ 28 ] [ 29 ] [ 30 ]
بعد هزيمته على ضفاف نهر ساجو عام 1241 على يد المغول، فرّ بيلا الرابع إلى زغرب الحالية في كرواتيا . أرسل باتو بضعة تومينات (حوالي 20000 رجل مسلح) بقيادة خادان لملاحقة بيلا. لم يكن الهدف الرئيسي هو الغزو ولكن القبض على ملك أرباد. لم تتمكن زغرب المحصنة بشكل سيئ من مقاومة الغزو ودُمرت وأحرق المغول كاتدرائيتها . [ 31 ] استعدادًا لغزو ثانٍ، مُنحت غراديك ميثاقًا ملكيًا أو مرسومًا ذهبيًا عام 1242 من الملك بيلا الرابع، وبعد ذلك انخرط مواطنو زغرب في بناء أسوار وأبراج دفاعية حول مستوطنتهم. [ 32 ]
استمر مطاردة المغول لبيلا الرابع من زغرب عبر بانونيا إلى دالماتيا . أثناء المطاردة، هاجم المغول بقيادة كادان (قادان) قلعة كليس في كرواتيا في مارس 1242. ونظرًا للتحصينات القوية في كليس، ترجل المغول وتسلقوا الجدران باستخدام المنحدرات القريبة. تمكن المدافعون من إلحاق عدد من الخسائر بالمغول، مما أثار غضبهم ودفعهم إلى القتال جنبًا إلى جنب في الشوارع وجمع كمية كبيرة من الغنائم من المنازل. بمجرد أن علموا أن الملك بيلا في مكان آخر، تخلوا عن الهجوم وانقسموا لمهاجمة سبليت وتروجير. [ 33 ] طارد المغول بيلا الرابع من مدينة إلى أخرى في دالماتيا، بينما ساعد النبلاء الكرواتيون والمدن الدلماسية مثل تروجير وراب بيلا الرابع على الفرار. بعد هزيمتهم على يد الجنود الكرواتيين، تراجع المغول، ومُنح بيلا الرابع مدنًا كرواتية ونبلاء. لم تساعده في هروبه من المغول سوى مدينة سبليت . يزعم بعض المؤرخين أن التضاريس الجبلية في دالماتيا الكرواتية كانت قاتلة للمغول بسبب الخسائر الفادحة التي تكبدوها جراء الكمائن الكرواتية في الممرات الجبلية. [ 32 ] على أي حال، ورغم نهب وتدمير أجزاء كبيرة من كرواتيا، إلا أن الاحتلال طويل الأمد لم ينجح.
ويقدر المؤرخون أن ما يصل إلى نصف سكان المجر البالغ عددهم مليوني نسمة في ذلك الوقت قُتلوا أثناء الغزو المغولي لأوروبا. [ 35 ]

### غزو النمسا
فتح إخضاع المجر الطريق أمام حشد المغول لغزو فيينا . وباستخدام تكتيكات مماثلة خلال حملاتهم في دول أوروبا الشرقية والوسطى السابقة، أطلق المغول أولاً أسرابًا صغيرة لمهاجمة المستوطنات المعزولة في ضواحي فيينا في محاولة لإثارة الخوف والذعر بين السكان. [ 36 ] في عام 1241، أغار المغول على فينر نويشتات والمناطق المجاورة لها، الواقعة جنوب فيينا. تحملت فينر نويشتات وطأة الهجوم، ومثل الغزوات السابقة، ارتكب المغول فظائع مروعة على السكان غير المسلحين نسبيًا. كما تعرضت مدينة كورنيوبرغ ، الواقعة شمال فيينا مباشرة، للنهب والتدمير. [ 37 ] وكان دوق النمسا، فريدريك الثاني ، قد اشتبك سابقًا مع المغول في أولوموك وفي المراحل الأولى من معركة موهي. على عكس المجر، تمكنت فيينا بقيادة الدوق فريدريك وفرسانه، إلى جانب حلفائهم الأجانب، من التجمع بشكل أسرع والقضاء على السرب المغولي الصغير. [ 38 ] [ 39 ] بعد المعركة، قدر الدوق أن المغول فقدوا ما بين 300 إلى أكثر من 700 رجل، بينما خسر الأوروبيون المدافعون 100. [ 40 ] كما هزم الفرسان النمساويون المغول لاحقًا على حدود نهر مارش في منطقة ديفيني (ديفين). [ 41 ] بعد الغارات الأولية الفاشلة، تراجع بقية المغول بعد أن علموا بوفاة الخان العظيم أوجيداي . [ متنازع عليه - ناقش

### غزو بلغاريا
أثناء انسحابه من المجر إلى روثينيا، غزا جزء من جيش باتو خان بلغاريا. هُزمت قوة مغولية على يد الجيش البلغاري بقيادة القيصر إيفان آسين الثاني . [ 42 ] عادت قوة أكبر لغزو بلغاريا مرة أخرى في نفس العام، على الرغم من قلة ما يُعرف عما حدث. ووفقًا للمؤرخ الفارسي رشيد الدين حمداني ، فقد نُهبت العاصمة البلغارية تارنوفو. هذا غير مرجح، لكن شائعة ذلك انتشرت على نطاق واسع، وكررها ابن العبري في فلسطين. [ 43 ] ذُكر غزو بلغاريا في مصادر معاصرة أخرى، مثل فيليب موسكيس وتوماس من كانتيمبري وريكولدو من مونتيكروس. [ 44 ] تشير الوثائق المعاصرة إلى أنه بحلول عام 1253، كان كاليمان الأول تابعًا يدفع الجزية للمغول، وهي مكانة ربما أُجبر على قبولها

## التكتيكات الأوروبية ضد المغول
انتهت الطريقة الأوروبية التقليدية للحرب (بالإنجليزية: melee) باشْتِبَاك القتال الوثيق غير المُنظم من مسافة قريبة مع سيطرة مركزية صغيرة بين الفرسان، بكارثة عندما تم نشرها ضد القوات المغولية حيث كان المغول قادرين على الحفاظ على مسافة والتقدم بأعداد متفوقة. تقول الموسوعة البريطانية (بالإنجليزية: The Encyclopædia Britannica) ، المجلد 29، أن «فشلت حروب الفرسان الأوروبية في صد تقدم الغزاة المغول، وفشل فيها المجريون بطريقة كارثية في معركة ليجنيكا كما فشل فيها المجريون بشكل أكبر في معركة موهي عام 1241».
أُنقذت أوروبا الإقطاعية من تقاسم مصير الصين وموسكو ليس من خلال براعة تكتيكية حربية ولكن بسبب الموت غير المتوقع للحاكم المغولي أوقطاي خان، الذي استتبعه تراجع جيوشه شرقًا. " 

## نشر المغول البارود الصيني إلى أوروبا
تذكر العديد من المصادر أن الأسلحة النارية الصينية وأسلحة البارود قد نشرها المغول ضد القوات الأوروبية في معركة موهي بأشكال مختلفة، بما في ذلك القنابل التي ألقيت عبر المنجنيق. ينسب البروفيسور كينيث وارن تشيس إلى المغول إدخالهم البارود والأسلحة المرتبطة به إلى أوروبا.

## نهاية التقدم المغولي

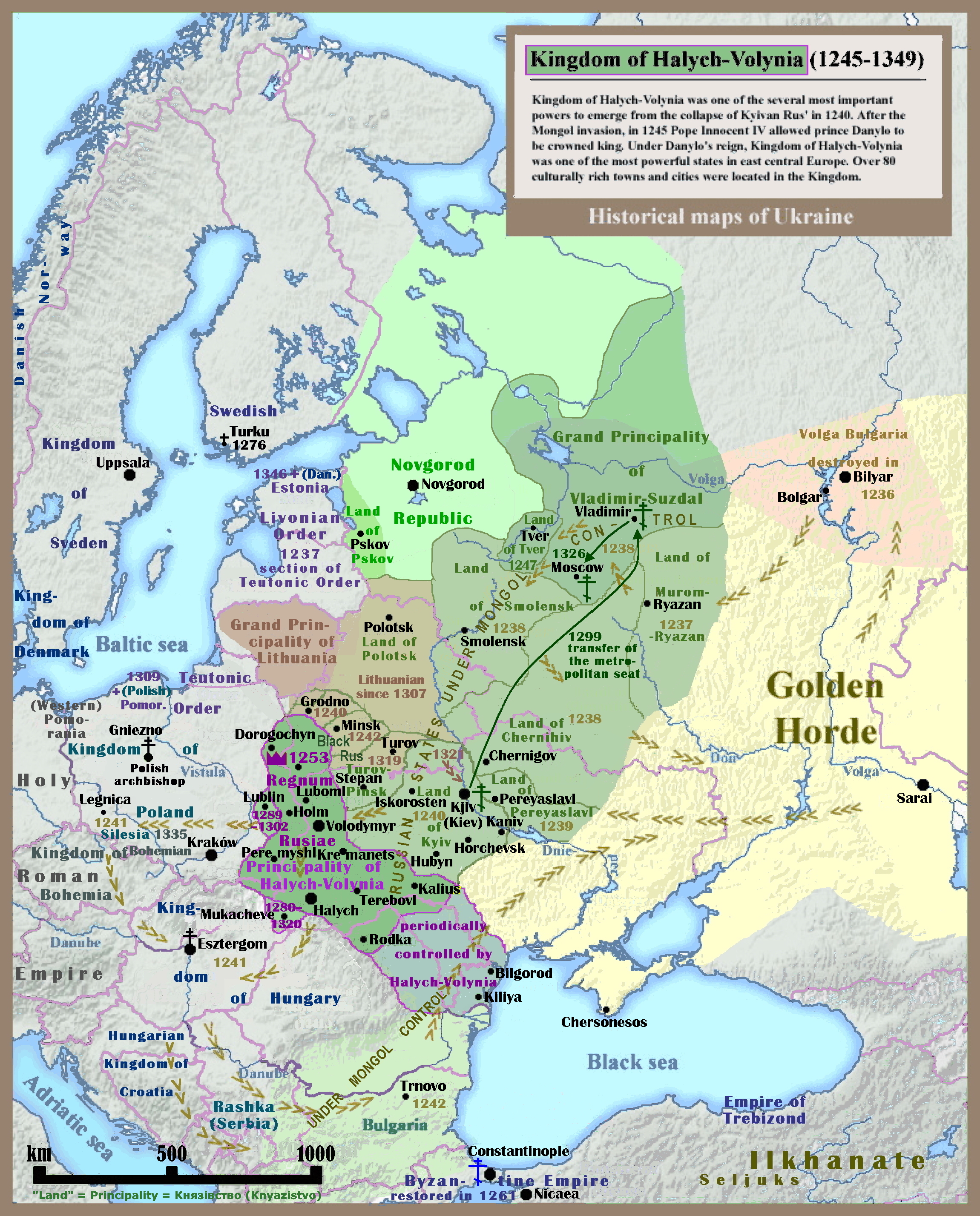
الدول الروسية تحت السيطرة المغولية

### ضد بولندا (1259 و 1287)

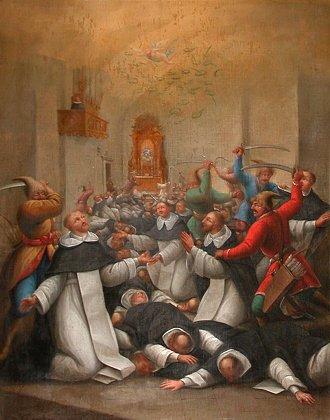
موت "صادوق" و 48 قتيلا من الدومينيكان الساندوميرز خلال الغزو المغولي الثاني لبولندا.

### ضد بلغاريا (1271، 1274، 1280 و 1285)

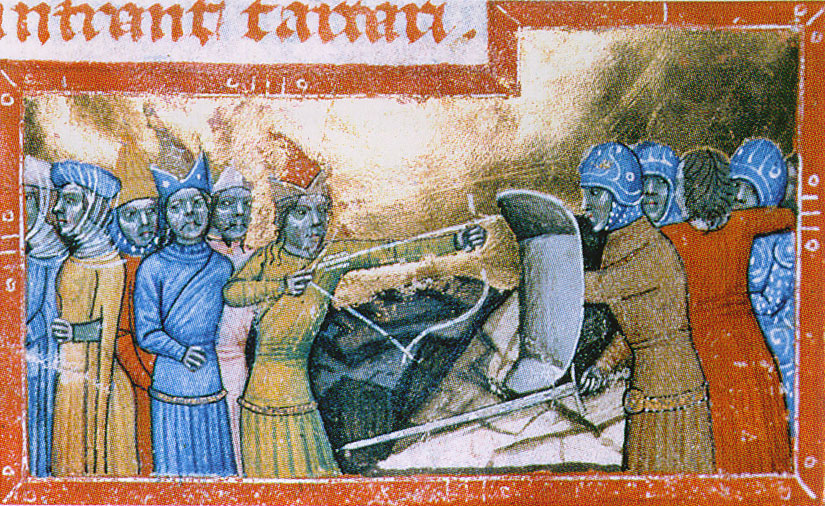
المغول غزو المجر في 1285

## معرض الصور

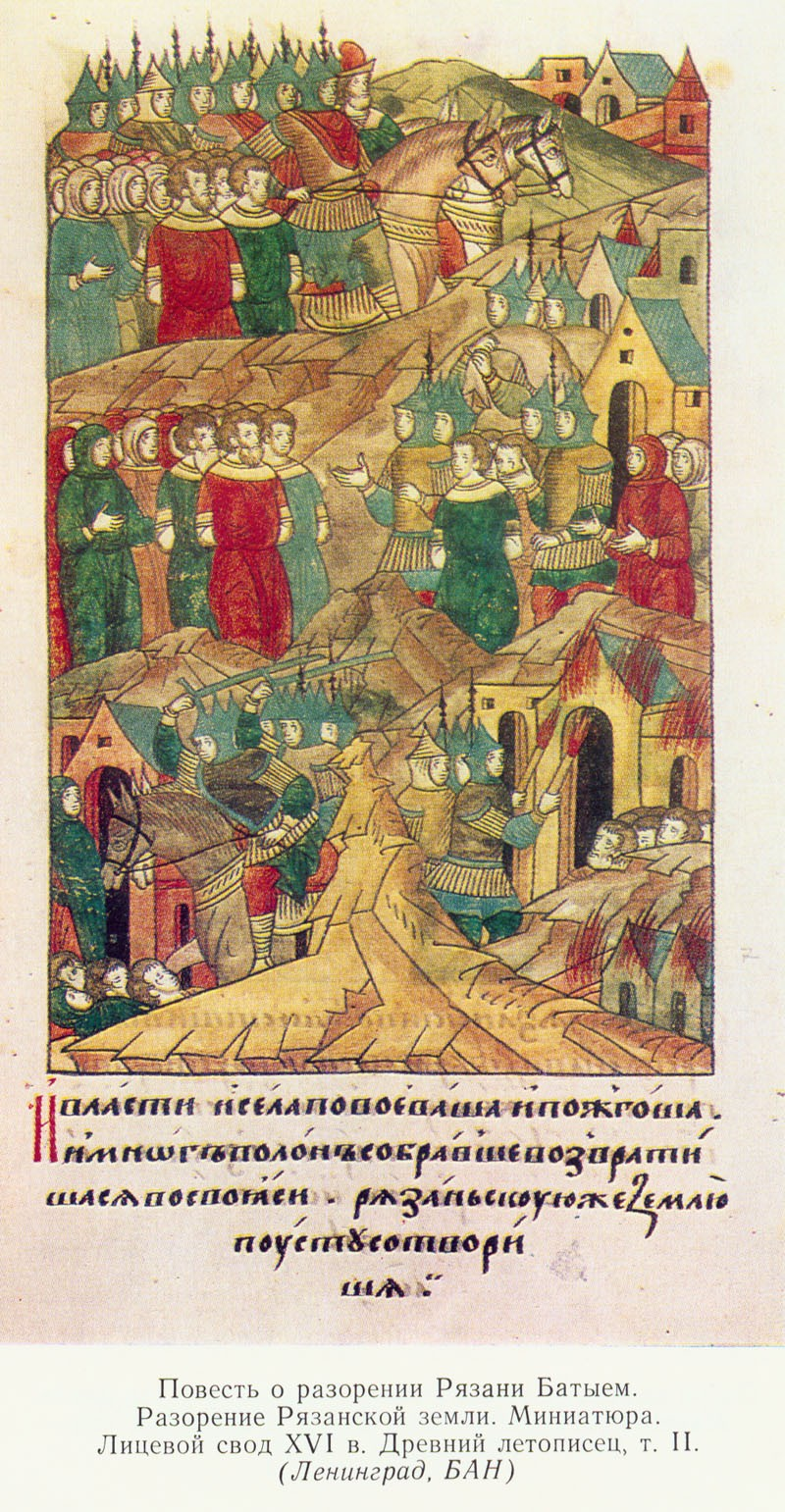
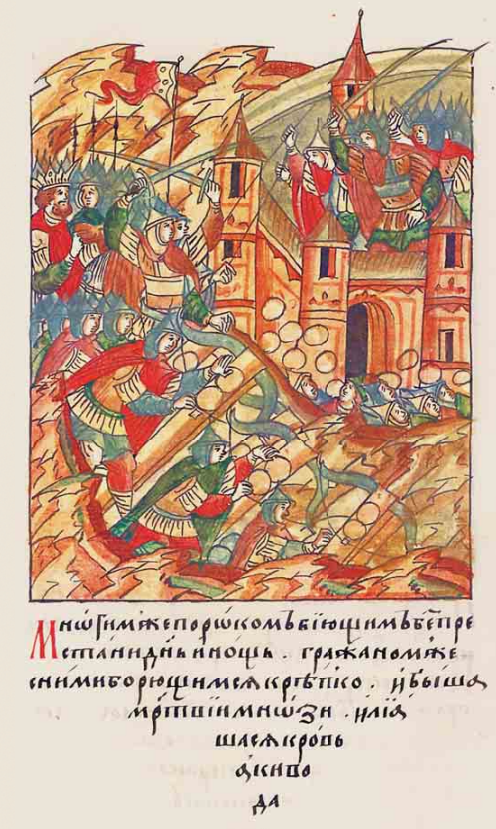
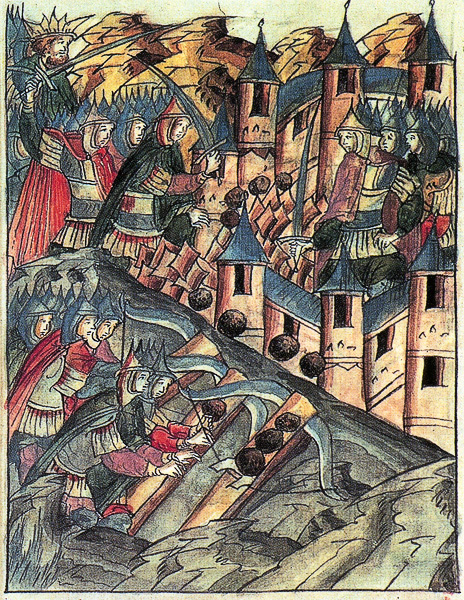
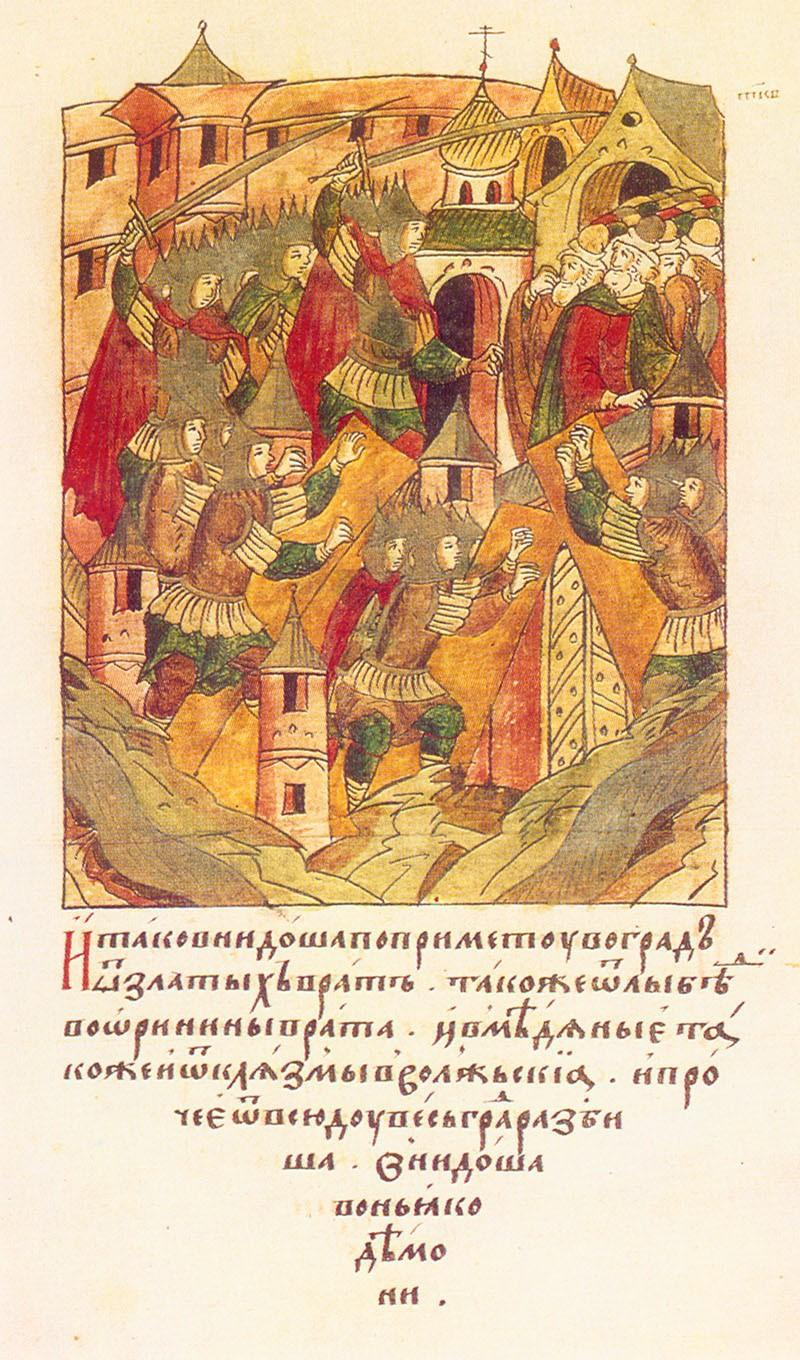
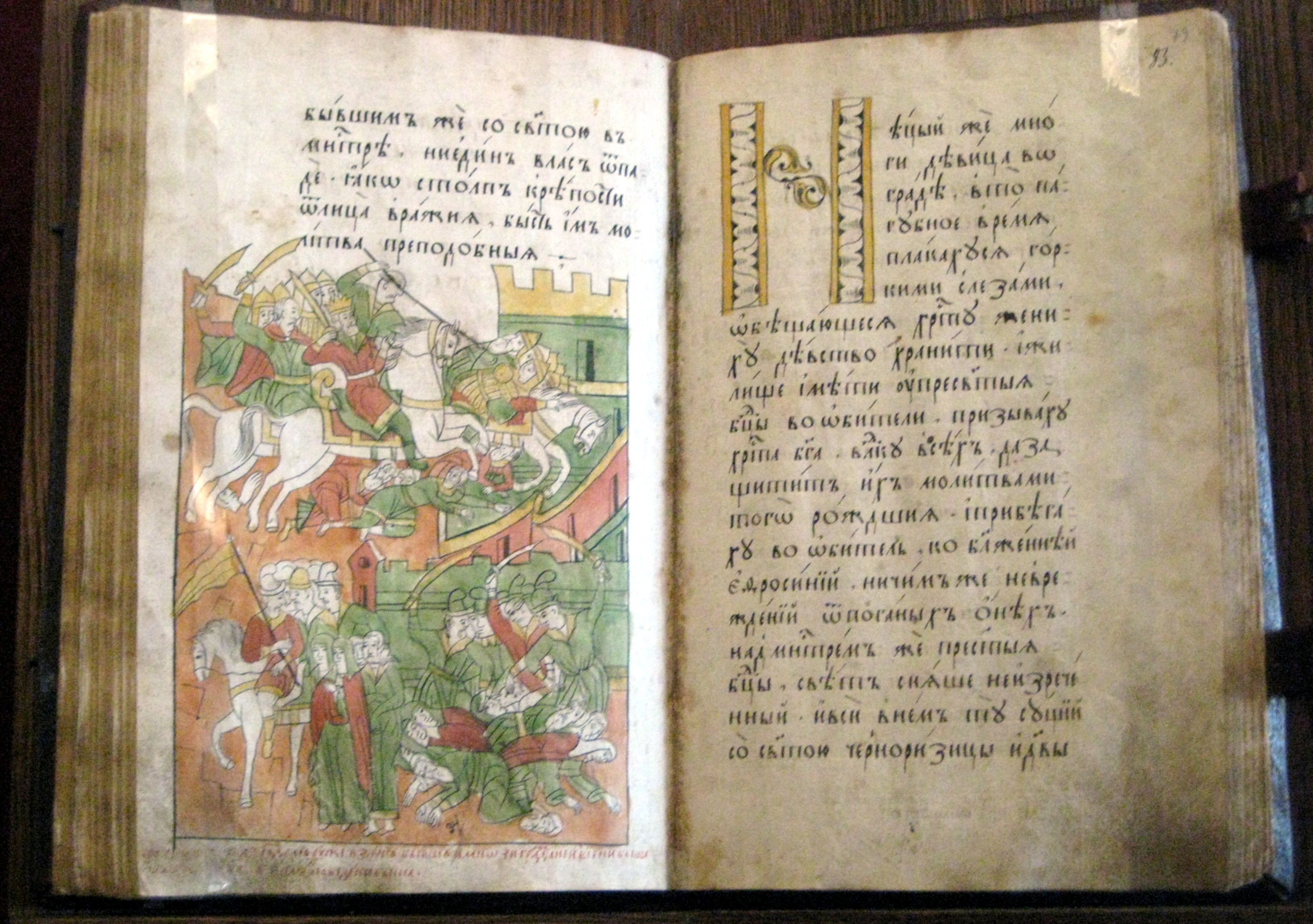
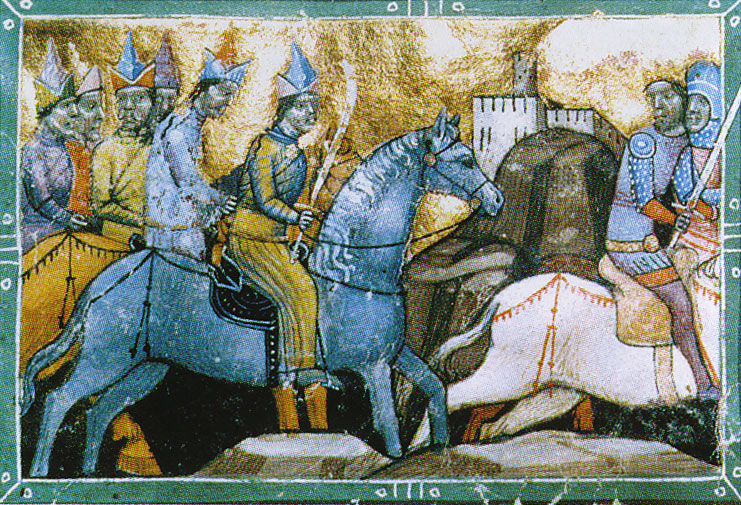

## قراءات إضافية
- Sverdrup, Carl (2010). "Numbers in Mongol Warfare". Journal of Medieval Military History. Boydell Press. 8: 109–17 [p. 115]. (ردمك 978-1-84383-596-7).
- Allsen, Thomas T. (25 مارس 2004). Culture and Conquest in Mongol Eurasia. Cambridge UP. ISBN:9780521602709. مؤرشف من الأصل في 2020-08-27.
- Atwood, Christopher P. Encyclopedia of Mongolia and the Mongol Empire (2004)
- Chambers, James. The Devil's Horsemen: The Mongol Invasion of Europe (London: Weidenfeld and Nicolson, 1979)
- Christian, David. A History of Russia, Central Asia and Mongolia Vol. 1: Inner Eurasia from Prehistory to the Mongol Empire (Blackwell, 1998)
- Cook, David, "Apocalyptic Incidents during the Mongol Invasions", in Brandes, Wolfram / Schmieder, Felicitas (hg), Endzeiten. Eschatologie in den monotheistischen Weltreligionen (Berlin, de Gruyter, 2008) (Millennium-Studien / Millennium Studies / Studien zu Kultur und Geschichte des ersten Jahrtausends n. Chr. / Studies in the Culture and History of the First Millennium C.E., 16), 293-312.
- Halperin, Charles J. Russia and the golden horde: the Mongol impact on medieval Russian history (مطبعة جامعة إنديانا، 1985)
- May, Timothy. The Mongol conquests in world history (Reaktion Books, 2013)
- Morgan, David. The Mongols, (ردمك 0-631-17563-6)
- Nicolle, David. The Mongol Warlords, Brockhampton Press, 1998
- Reagan, Geoffry. The Guinness Book of Decisive Battles, Canopy Books, New York (1992)
- Saunders, J.J. The History of the Mongol Conquests, Routledge & Kegan Paul Ltd, 1971, (ردمك 0-8122-1766-7)
- Sinor, Denis (1999). "The Mongols in the West". Journal of Asian History. ج. 33 ع. 1. مؤرشف من الأصل في 2012-02-06.; also in JSTOR
- Vernadsky, George. The Mongols and Russia (مطبعة جامعة ييل, 1953)
  - Halperin, Charles J. "George Vernadsky, Eurasianism, the Mongols, and Russia." Slavic Review (1982): 477-493. in JSTOR
- Craughwell, Thomas J. (1 فبراير 2010). The Rise and Fall of the Second Largest Empire in History: How Genghis Khan almost conquered the world. Fair Winds. ISBN:9781616738518. مؤرشف من الأصل في 2020-09-06.
- Kauffman, JE (2004). The medieval Fortress:Castles, Forts and Walled Cities of the medieval ages. Da Capo Press. ISBN:978-0-306-81358-0.\
- Fagan, Brian (1 أغسطس 2010). The Great Warming:Climate Change and the Rise and Fall of Civilization. Bloomsbury Press. ISBN:978-1-59691-780-4. مؤرشف من الأصل في 2021-09-28.{{استشهاد بكتاب}}:  صيانة الاستشهاد: التاريخ والسنة (link)
- Penn, Imma (2007). Dogma Evolution & Papal Fallacies:An Unveiled History of Catholicism. AuthorHouse. ISBN:978-1-4343-0874-0.

## روابط خارجية
- العالم الإسلامي حتى عام 1600: الحشد الذهبي